# Уттхита парсваконасана

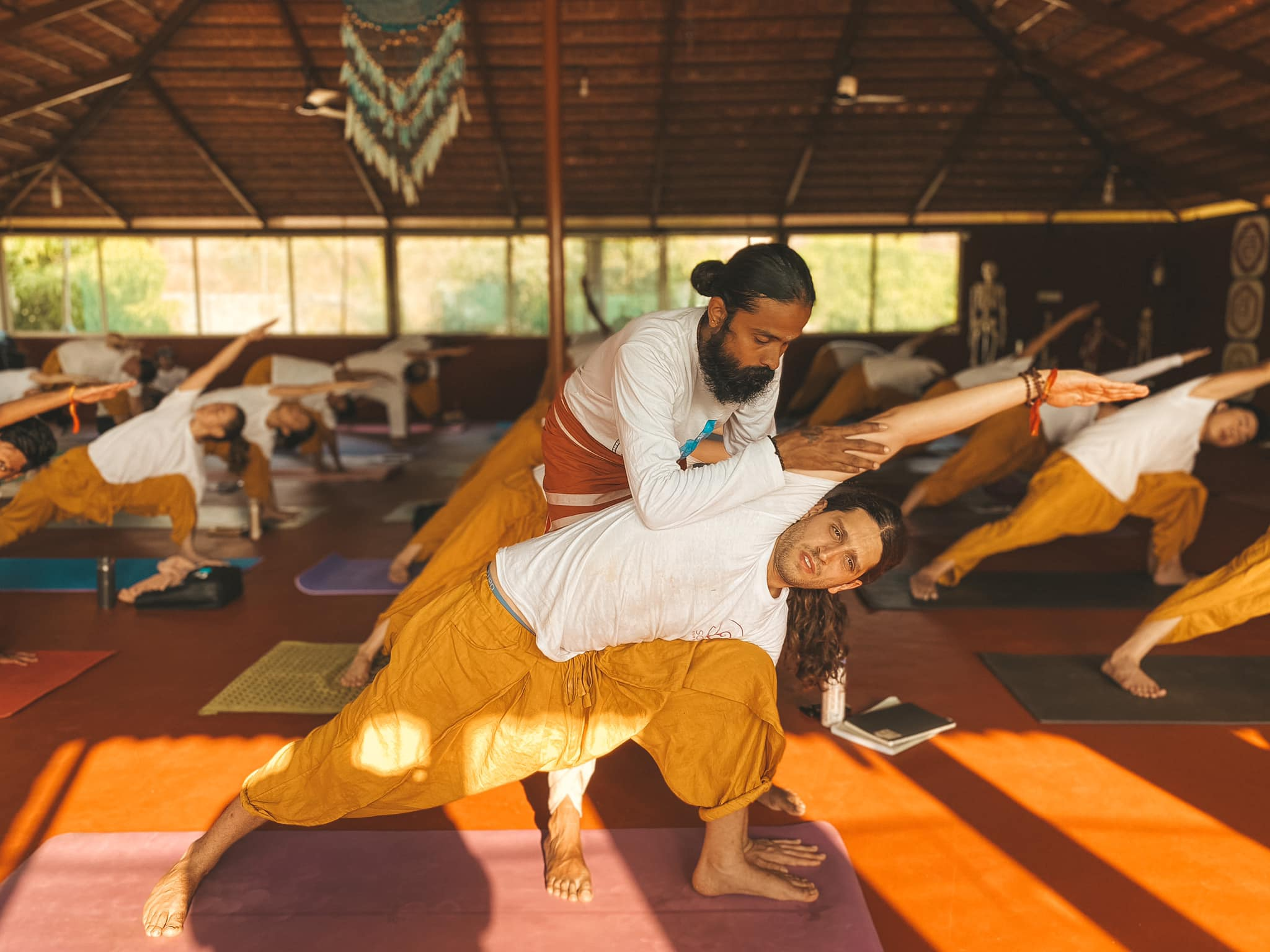

Уттхита парсваконасана — Поза вытянутого бокового угла — ассиметричная стоячая асана на растяжение.

## Этимология
Уттхита — вытянутый, удлинённый; паршва — сторона, бок; кона — угол.

## Воздействие
Приводит в тонус лодыжки, колени и бёдра. Устраняет деформации икроножных мышц и бёдер, раскрывает и укрепляет грудную клетку, способствует рассасыванию избыточных жировых тканей в области таза и вокруг талии, облегчает боли при артрите и ишиасе (в пояснично-крестцовой области), улучшает работу кишечника.